# Urs Eigenmann
Urs Eigenmann (* 1946 in Bern) ist ein Schweizer Theologe und Philosoph römisch-katholischer Konfession.

## Leben und Wirken
Eigenmann studierte Philosophie und Theologie in Luzern und in Münster. Er wurde 1973 zum Priester geweiht und promovierte 1984 mit einer Dissertation über Hélder Câmara. Eigenmann hat zahlreiche theologische Werke veröffentlicht. Von 1986 bis 1991 war er Sprecher der Sendung Wort zum Sonntag im Schweizer Fernsehen.

## Veröffentlichungen (Auswahl)
- Kurzformel des Glaubens. Freiburg i.Ue. : Kanisius Verlag, 1978. ISBN 3-85764-067-7
- Politische Praxis des Glaubens : Dom Hélder Câmaras Weg zum Anwalt der Armen und seine Reden an die Reichen. Freiburg i.Ue. : Edition Exodus ; Münster i.W. : edition liberación, 1984. ISBN 3-905575-10-8 / ISBN 3-923792-14-X
- Am Rand die Mitte suchen : unterwegs zu einer diakonischen Gemeindekirche der Basis. Freiburg i.Ue. : Edition Exodus, 1990. ISBN 3-905575-51-5
- Nicht im Drüben fischen : Worte zum Sonntag. Luzern : Edition Exodus, 1992. ISBN 3-905575-69-8
- Marias verbrannter Prophet : theopoetische Texte. Luzern : Edition Exodus, 2006. ISBN  	978-3-905577-74-7
- Unterwegs beheimatet.Caminopoetische und andere Texte, Edition Exodus, 2011.
- Dom Hélder Câmara: sein Weg zum prophetischen Anwalt der Armen. Edition Exodus, Luzern und Topos plus, Kevelaer 2016. ISBN 978-3-8367-0015-3
- Die Kritik der Religion. Mit F. Hinkelammert, K. Füssel, M. Ramminger. Münster: Edition ITP-Kompass, 2017 ISBN 978-3-9816982-4-4